# إي. برايان ديفيز
إي. برايان ديفيز (بالإنجليزية: Edward Brian Davies )‏ (و. 1944  م) هو رياضياتي من المملكة المتحدة، وويلز، ولد في كارديف، هو عضوٌ في الجمعية الملكية.

## التعليم
تعلم في كلية يسوع (أكسفورد).

## جوائز
حصل على جوائز منها:
- جائزة بيرويك
- زمالة الجمعية الملكية
- Gauss Lectureship [الإنجليزية]‏ (2010)
- جائزة بوليا [الإنجليزية]‏ (2011)